# Fleta
Fleta is een geslacht van vlinders van de familie uilen (Noctuidae), uit de onderfamilie Agaristinae.

## Soorten
- F. belangeri Guérin-Meneville, 1834
- F. moorei Felder, 1868